# Corrençon-en-Vercors
Corrençon-en-Vercors település Franciaországban, Isère megyében. Lakosainak száma 368 fő (2022. január 1.). Corrençon-en-Vercors Villard-de-Lans, Saint-Martin-en-Vercors, Château-Bernard és Saint-Andéol községekkel határos.

## Népesség
A település népességének változása:
| Lakosok száma | 159  | 259  | 264  | 367  | 357  | 353  | 354  | 360  | 362  | 368  |
|               | 1968 | 1982 | 1990 | 2006 | 2013 | 2015 | 2017 | 2019 | 2020 | 2022 |